# Stefan Wrona
Stefan Krzysztof Wrona (ur. 24 lipca 1945 w Krakowie) – polski architekt i urbanista, profesor nauk technicznych, specjalista w zakresie metodologii projektowania i projektowania architektonicznego wspomaganego komputerem, badacz procesów informacyjnych w architekturze oraz polski prekursor idei partycypacji w projektowaniu architektonicznym i urbanistycznym, oraz pojęcia architektury informacyjnej, w latach 1994-2002 i 2008–2016 dziekan Wydziału Architektury Politechniki Warszawskiej.

## Życiorys
Stefan Krzysztof Wrona urodził się 24 lipca 1945 w Krakowie.
Rodzina:
- ojciec – profesor matematyki;
- matka – Anna z domu Czech;
- żona – Hanna Kołodziejek, lekarz medycyny (gastroenterolog);
- syn – Konrad (ur. 1973), dr telekomunikacji (stopień naukowy uzyskany w 2005 r. na Uniwersytecie RWTH Aachen w Niemczech);

Jego ojciec był absolwentem Wydziału Matematyki Uniwersytetu Jagiellońskiego, a następnie profesorem Akademii Górniczo-Hutniczej w Krakowie, Politechniki Warszawskiej i California State University w Hayward.
W atmosferze świata matematyki Stefan Wrona w 1963 roku ukończył 48 Liceum Ogólnokształcące w Warszawie. Później studiował na Wydziale Architektury Politechniki Warszawskiej. W 1969 roku obronił pracę magisterską poświęconą projektowaniu zakładów przemysłowych z innowacyjnym zastosowaniem metod optymalizacji cyfrowej pod kierunkiem prof. Jerzego Hryniewieckiego.
Praca została wyróżniona w ramach dorocznej  Nagrody Stowarzyszenia Architektów Polskich im. Architektów S. Skrypija i S. Nowickiego za najlepsze dyplomy w roku 1969.
W 1970 roku podjął pracę w Katedrze Projektowania Zespołów Przemysłowych kierowanej przez prof. Jerzego Hryniewieckiego. Osobowość i wiedza prof. Jerzego Hryniewieckiego wywarły zasadniczy wpływ na dalszy rozwój naukowy i zawodowy Stefana Wrony. W roku 1972 uzyskał stopień doktora na podstawie rozprawy pt. Wpływ systematycznych metod projektowania na kształtowanie systemów architektonicznych (na przykładzie zespołów przemysłowych). W roku 1982 uzyskał stopień naukowy doktora habilitowanego nauk technicznych w zakresie teorii architektury i urbanistyki, na podstawie pracy pt. Metody uczestnictwa w projektowaniu w architekturze i urbanistyce.
W roku 1994 otrzymał tytuł naukowy profesora. Od roku 1993 zajmował stanowisko profesora nadzwyczajnego, a w roku 2001 został profesorem zwyczajnym.
Od samego początku zatrudnienia na Politechnice Warszawskiej, jego praca naukowa i dydaktyczna koncentrowała się na zagadnieniach metodologii projektowania w kontekście interdyscyplinarnego podejścia systemowego, a następnie komputerowego wspomagania prac projektowych w architekturze i urbanistyce. Prekursorskie w skali Polskiej badania w tym zakresie były oparte na intensywnych kontaktach i współpracy z czołowymi środowiskami akademickimi na świecie (Univesity of California Berkeley, Massachusetts Institute of Technology, Strathclyde University, Eindhoven University, ETH Zurich i inne) oraz z Zakładem Prakseologii Polskiej Akademii Nauk.  Kontakty te i  współpraca przyjmowały formę wzajemnych wizyt i wykładów, udziału w międzynarodowych konferencja, oraz pobytów studialnych i staży naukowych ufundowanych przez agendy rządowe i uczelnie między innymi w Finlandii, Niemczech, Norwegii, USA. Duży wpływ w tym okresie wywarli na nim twórcy i badacze, tacy jak: prof. Wojciech Gasparski, prof. Tom Maver, prof. Maciej Gintowt, prof. Jerzy Sołtan, prof. William Mitchell, prof. Gerhard Schmitt, prof. Henry Sanoff. Ukoronowaniem tych działań było  powierzenie mu organizacji dużej, corocznej konferencji przez European Computer Aided Architectural Design Education (ECAADE) w roku 2002.
Wyniki tych prac znalazły swoje miejsce w pracy dydaktycznej, jak i profesjonalnej działalności projektowej. W roku 1985 utworzył Pracownię Projektowania Architektonicznego Wspomaganego Komputerem, którą w roku 1991 przekształcił w  Zakład Projektowania Architektonicznego Wspomaganego Komputerem.
W latach 1994–2002 i 2008–2016 był dziekanem Wydziału Architektury Politechniki Warszawskiej. Pełnił funkcję zastępcy przewodniczącego Komitetu Architektury i Urbanistyki Polskiej Akademii Nauk.
Jego działalność naukowa, dydaktyczna oraz organizacyjna, przyczyniły się w dużym stopniu do zmian programu nauczania na Wydziale Architektury Politechniki Warszawskiej i na innych Wydziałach Architektury w Polsce.
W roku 2010 z jego inicjatywy zostały uruchomione na Wydziale Architektury Politechniki Warszawskiej magisterskie studia anglojęzyczne: ASK (Architecture for Society of Knowledge), ukierunkowane na zastosowania technologii informacyjnych w warsztacie architekta.
Od roku 2017 jest Kierownikiem nowo utworzonych anglojęzycznych studiów doktoranckich ASK PhD.
Równolegle do pracy naukowej i dydaktycznej Stefan Wrona jest aktywny zawodowo, biorąc udział w licznych konkursach architektonicznych i urbanistycznych, a także realizując kilka obiektów architektonicznych, w zespole z dr inż. arch. Jackiem Cybisem. Swoją pracę zawodową traktuje jako pole eksperymentów wynikających z prac badawczych.
Wypromował 10 doktorów, w tym jednego jako współpromotor na Strathclyde University w Glasgow (drugim promotorem był profesor Tom Maver). Trzy prace jego doktorantów uzyskały nagrody ministerialne.
Pod jego kierunkiem w 2003 stopień naukowy doktora uzyskał Jarosław Szewczyk.
Osiągnięcie przez niego wieku emerytalnego i zakończenie pełnienia funkcji Dziekana, zbiegło się z obchodami 100-lecia Wydziału Architektury, dla którego poświęcił 50 lat swego życia.

## Stanowiska
- 1984 – 1987: z-ca Dyrektora Instytutu Projektowania Architektonicznego Wydziału Architektury Politechniki Warszawskiej
- 1987 – 1990: Prodziekan ds. Nauki i Ogólnych, Wydziału Architektury Politechniki Warszawskiej
- 1993 – 1994: Prodziekan Wydziału Architektury Politechniki Warszawskiej
- 1991 – 2008 Kierownik Zakładu Projektowania Architektonicznego Wspomaganego Komputerem
- 1996 – 2002 przewodniczący Komisji Senackiej Politechniki Warszawskiej ds. Kampusów Akademickich
- 1994 – 2002 i 2008 - 2016: Dziekan Wydziału Architektury Politechniki Warszawskiej[1]
- 2016-2018 Kierownik Katedry Projektowana Architektonicznego na Wydziale Architektury Politechniki Warszawskiej
- 2017-2018 Kierownik anglojęzycznych studiów doktoranckich ASK PhD na Wydziale Architektury Politechniki Warszawskiej

## Członkostwa
- 1981 – 1983 członek Zarządu Sekcji Teorii i Metodologii Systemów PTC i Zakładu Prakseologii i Naukoznawstwa IFiS PAN
- 1987 – 1989 członek Komitetu Naukoznawstwa Polskiej Akademii Nauk
- 1991 – 2020 członek Komitetu Architektury i Urbanistyki Polskiej Akademii Nauk (wiceprzewodniczący w latach 2016-2020)[4]
- 1994 – 2005 członek Sekcji Architektury i Urbanistyki w Zespole Mechaniki, Budownictwa i Architektury Komitetu Badań Naukowych (Przewodniczący Sekcji  1996-1997, 2000 – 2002)
- 2006 – 2007 członek Advisory Committee on Education and Training in the Field of Architecture, in European Commission (Internal Market and Services DG)

## Nagrody, wyróżnienia, odznaczenia
- 1969 - Wyróżnienie pracy dyplomowej w Dorocznej Nagrodzie Architektonicznej SARP im. Architektów S. Nowickiego i S. Skrypija
- 1970 – Wyróżnienie Honorowe II stopnia za projekt pomnika-szpitala Centrum Zdrowia Dziecka w konkursie społecznym SARP (współautorzy: J. Cybis, G. Bujnowska i H. Kołodziejek-Wrona)
- 1973 – Nagroda Ministra Nauki, Szkolnictwa Wyższego i Techniki  (indywidualna, stopnia trzeciego) za pracę doktorską
- 1994 – Nagroda Ministra Gospodarki Przestrzennej i Budownictwa (II stopnia w zespole: S. Kowal, R. Rzadkiewicz i K. Koszewski) za wybitne osiągnięcia twórcze w dziedzinie Architektury i Budownictwa, za opracowanie systemu komputerowego wspomagania warsztatu architekta
- 1999 – Nagroda Ministra Spraw Wewnętrznych i Administracji (III stopnia w zespole: J. Cybis, K. Kakowski i R. Dałek)) za wybitne osiągnięcia twórcze w dziedzinie Architektura i Budownictwo, za zrealizowany projekt budynku mieszkalno-usługowego przy ul. Łuckiej 2/4/6 w Warszawie
- 2002 – Nagroda Rektora Politechniki Warszawskiej dla Dziekana Wydziału Architektury za zaangażowanie i znaczące osiągnięcia twórcze na rzecz rozwoju Uczelni w kadencji 1999-2002
- 2005 - Wyróżnienie Ministra Infrastruktury za naukowe kierownictwo nagrodzonej pracy doktorskiej (wspólnie z Prof. T. Maverem)
- 2006 - Nagroda Ministra Szkolnictwa Wyższego i Sportu
- 2016 – Nagroda Indywidualna Stopnia I od Rektora Politechniki Warszawskiej za całokształt dorobku

Ponadto:
11 Nagród Rektora Politechniki Warszawskiej za osiągnięcia naukowe (3) oraz organizacyjne i twórcze (8)
Odznaczenia:
- Srebrny Krzyż Zasługi (1996);
- Krzyż Kawalerski Orderu  Odrodzenia Polski (2001);
- Medal 55-lecia Wydziału Architektury Politechniki Krakowskiej (2001);
- Medal Fundacji Romualdo Del Bianco, Florencja, Włochy (2002);
- Złota Odznaka Politechniki Krakowskiej (2005);
- Medal Bene Merentibus Katedry Kształtowania Środowiska Mieszkaniowego Wydziału Architektury Politechniki Krakowskiej, za wybitny wkład w rozwój teorii i metodologii projektowania architektonicznego oraz promocję działań zmierzających do poprawy jakości środowiska mieszkaniowego człowieka, (2013);
- Medal 70-lecia Wydziału Architektury Politechniki Krakowskiej (2015);
- Srebrny Medal Upamiętniający 100-lecie Odnowienia Tradycji Politechniki Warszawskiej (2015);
- Medal Upamiętniający Jubileusz 200 lat utworzenia Szkoły Akademiczno-Górniczej w Kielcach (2016);
- Medal 40-lecia Wydziału Architektury Politechniki Białostockiej (2016);
- Platynowy Medal z okazji Stulecia Wydziału Architektury Politechniki Warszawskiej (2016);
- Medal Merentibus International Conference Defining Architectural Space, Cracow University of Technology (2016);

## Działalność pozanaukowa
- 1990 – 1994 Przewodniczący Zarządu Fundacji Wydziału Architektury Politechniki Warszawskiej
- 1992 – 1994 Z-ca Przewodniczącego Dzielnicowej Komisji Urbanistyczno-Architektonicznej w Dzielnicy-Gminie Warszawa-Wola
- 1994 – 2008 członek Senatu Politechniki Warszawskiej
- 1995 – 1999 członek Wojewódzkiej Komisji Urbanistyczno-Architektonicznej przy Wojewodzie Warszawskim
- 1996 – 1999 współudziałowiec firmy projektowej PRO-INWEST (1996-99) i partner w Pracowni Cybis&Wrona (1991-1999)
- 1996 – 2002 i 2008-2012 przewodniczący Komisji Senackiej Politechniki Warszawskiej ds. Kampusów Akademickich
- 1996- 1999 członek Rady Programowej miesięcznika CADCAM Forum
- 2001 – członek Rady Programowej Projektu „Kanon Architektury Polskiej – Ład Wolności”, przy Ministrze Rozwoju Regionalnego i Budownictwa oraz Ministrze Kultury i Dziedzictwa Narodowego
- 2003 – 2005 członek Rady Głównej Szkolnictwa Wyższego – wiceprzewodniczący Komisji Ekonomicznej
- 2005 – 2008 członek Rady Nauki Szkolnictwa Wyższego – przewodniczący Zespołu Odwoławczego
- 2002 – 2008 członek Prezydium Komisji Nagród Ministra Infrastruktury
- 2007 – 2010 członek Zespołu do Spraw Nagród Prezesa Rady Ministrów RP
- 2011 – 2013 członek Zespołu Nauk Technicznych Komisji Ekspertów Ministra Nauki i Szkolnictwa Wyższego
- 2005 – 2020: Członek Komisji ds. Etyki Zawodowej Senatu Politechniki Warszawskiej

## Wybrane publikacje
- „Metody uczestnictwa w projektowaniu w architekturze i urbanistyce”, WPW 1980;
- “Participation in Archtectural Design and Urban Planning”, WPW 1981;
- Dorosiński Witold C., Gasparski Wojciech, Wrona Stefan: „Zarys metodyki projektowania”, 1981, Arkady, ISBN 83-213-2976-4, 168 s.
- “The Role of Databases In Rescuing Wooden Religious Buildings”, (współautor: K. Koszewski) w: Rescuing the Hidden European Wooden Churches Heritage: an International Methodology for Implementing a Database for Resrtoration Projects., Florence 2006;
- Słyk Jan, Wrona Stefan (red.): „Informacyjne środowisko rekonstrukcji: przedlokacyjna struktura osadnicza w Pułtusku w XIII-XIV wieku”, 2015, Oficyna Wydawnicza Politechniki Warszawskiej, ISBN 978-8378143758, 126 s.
- Roguska Jadwiga, Wrona Stefan (red.): „100 lat Wydziału Architektury Politechniki Warszawskiej: Nauczyciele”, 2017, Oficyna Wydawnicza Politechniki Warszawskiej.